# Parapenaeopsis hungerfordi
Parapenaeopsis hungerfordi är en kräftdjursart som beskrevs av Alcock 1905. Parapenaeopsis hungerfordi ingår i släktet Parapenaeopsis och familjen Penaeidae. Inga underarter finns listade i Catalogue of Life.